# Asociaction Feminist Ilonga
Asociaction Feminist Ilonga var en filippinsk kvinnorättsorganisation, grundad 1906.   Föreningens syfte var att fokusera på och verka för införandet av rösträtt för kvinnor. 